# (I'm so) Afraid of losing you again
(I'm so) Afraid of losing you again is een single uit 1969, geschreven door Dallas Frazier en A.L. Owens, en uitgevoerd door Charley Pride. (I'm so) Afraid of losing you again was de tweede nummer 1-hit van Pride. Het nummer stond vijftien weken in de hitlijsten, waarvan drie weken op de toppositie.

## Hitlijsten
| Hitlijst (1969)                  | Hoogste positie |
| -------------------------------- | --------------- |
| VS Billboard Hot Country Singles | 1               |
| VS Billboard Hot 100             | 74              |
| Canadese RPM Country Tracks      | 1               |